# Ben Lewis
Ben Lewis är en brittisk producent och regissör av dokumentärfilmer. År 2002 belönades han med Grierson award för bästa historiska dokumentär The King of Communism.

## Filmografi
1. Hammer and Tickle (2005), producent, regi och manus, svensk titel: Hammaren och skämtet
2. Art Safari - Relational Art: Is It an Ism? (2004), regi och manus
3. Great Communist Bank Robbery (2004) producent, även känd som fransk version: Camarades gangsters, levez-vous
4. The King of Communism: The Pomp & Pageantry of Nicolae Ceausescu (2002) producent och regissör, även känd som Ceausescu: The King of Communism.
5. Baader-Meinhof: In Love with Terror (2002), regissör